# RFTV
RFTV (sigla para Rede Família de Televisão, anteriormente nomeada apenas como Rede Família) é uma rede de televisão brasileira sediada em Campinas, São Paulo. É uma das empresas do Grupo Record. Foi criada em 1.º de agosto de 1998, e atualmente, mantém uma grade de programação com programas jornalísticos e de variedades, além de reprises de programas produzidos pela sua coirmã Record. Sua cobertura terrestre abrange, além da Região Metropolitana de Campinas, algumas localidades do interior paulista e cidades esparsas das regiões Sudeste, Norte e Nordeste do país através de retransmissoras, bem como uma cobertura nacional via satélite em banda C e em banda Ku.

## História

### Primeira fase (1998-2011)
A Rede Família surgiu a partir da TV Thathi de Campinas (sendo concessionada em Limeira), até então afiliada à Rede Manchete, que pertencia desde 1993 ao empresário Chaim Zaher, e que foi adquirida pelo Grupo Record. A nova rede foi inaugurada em 1.º de agosto de 1998, e inicialmente cobria apenas regiões do interior paulista onde haviam retransmissoras instaladas pelas antigas administrações. A emissora tinha inicialmente 18 horas diárias de programação, que era baseada em jornalismo, séries, desenhos animados, programas independentes e produções da Igreja Universal do Reino de Deus.
A aqusição da emissora se deu na mesma época em que o Grupo Record também adquriu a Rede Mulher, pertencente à Família Montoro. A imprensa chegou a especular que a Rede Família passaria a ser gerada pela nova emissora, baseada em Araraquara, o que acabou não acontecendo. Em 6 de julho de 1999, a emissora passou a transmitir sua programação via satélite em banda C, ganhando cobertura nacional. Sua programação também passou a ir ao ar para o estado da Bahia, através da TV Cabrália de Itabuna, também pertencente ao grupo, que estava com programação independente desde que a programação da Rede Record havia sido transferida para a TV Itapoan de Salvador. A Rede Família tentou ainda adquirir o CBI, canal de televendas pertencente ao Grupo Objetivo, o que lhe daria uma geradora na cidade de São Paulo, porém, as negociações fracassaram.
Na semana seguinte, a Rede Família lança uma nova grade de programação, estreando atrações como o jornalístico Alerta Total, semelhante ao Cidade Alerta exibido pela Rede Record, porém com enfoque em reportagens de assistencialismo social. A emissora também passou a exibir reprises de atrações produzidas pela Rede Record, sendo a primeira delas a telenovela Estrela de Fogo. Apesar dos esforços para se consolidar como uma rede de televisão de segunda linha, a Rede Família não conseguia ter visibilidade, chegando a conquistar apenas uma (e até hoje a única) afiliada em seus primeiros anos de existência, a TV Maracá de Boa Vista.
Em 3 de fevereiro de 2003, a Rede Família deixou de ter programação própria e passou a ser uma afiliada da sua coirmã Rede Mulher. Pelo acordo entre as partes, a programação da Rede Mulher passa a ser transmitida em VHF para as cidades de Campinas, Limeira, Piracicaba e Ribeirão Preto, entre outras cidades do interior paulista, transmitidas pela Rede Família. Em 2005, a Rede Família exibia Rede Família Esporte (18h30), Debate Bola (19h15), Pokemon (17h30), Caçadora de Relíquias (21h20) e o Jornal da Rede Família (segunda a sexta às 18h e sábados às 17h30). O restante da programação era espaços da IURD e independentes e a rede não exibia programação própria aos domingos. Neste ano, a parceria é desfeita e as emissoras passam novamente a gerar programações independentes uma da outra.

### Segunda fase (2011-2013)
Em 30 de junho de 2011, a Rede Família encerrou todas as suas produções próprias e as substituiu por programas da IURD TV, vinculada à Igreja Universal do Reino de Deus, que havia iniciado suas transmissões via internet em maio daquele ano. No dia 20 de julho, foi a vez das produções independentes que ainda eram levadas ao ar serem extintas, e a Rede Família então tornou-se uma retransmissora de facto da programação da IURD TV.

### Terceira fase (2013-presente)

Logotipo utilizado até 2013

Último logotipo da emissora com a identificação Rede Família.

Em 24 de junho de 2013, a Rede Família volta a produzir e exibir programas próprios, passando a reexibir textos da emissora coirmã, sendo eles a novela Essas Mulheres, além de exibir séries estrangeiras como Heroes, The Event, Covert Affairs e Law & Order: Los Angeles. A emissora também passou a exibir reprises do Entrevista Record, da irmã Record News. Em 2014, exibiu a novela Cidadão Brasileiro. Em 9 de março de 2020, a emissora volta a exibir novelas com a segunda reprise de Cidadão Brasileiro às 14h e Pecado Mortal às 19h30. No mesmo dia, o Alerta Total ganha um novo cenário, passando a ser gravado nos antigos estúdios do extinto programa do canal irmão, SP no Ar. Em 9 de novembro, reexibe Vidas Cruzadas no lugar de Pecado Mortal e confirma para janeiro de 2021 a reprise de Marcas da Paixão como sucessora de Cidadão Brasileiro.
Em 1.° de março de 2021, a emissora anuncia mudanças na grade e também a inauguração dos novos estúdios em Campinas. O Edição Manhã passa a abrir a grade de programação a partir das 8h30. Os programas como Família Kids, Tá no Ar Campinas, Alerta Total, RF News e as novelas Marcas da Paixão e Vidas Cruzadas ganham novos horários e o Edição da Tarde deixa a grade da emissora. No mesmo dia, também acontece a estreia do Ligados no Esporte, e são anunciadas as transmissões ao vivo do NBB pela temporada 2020—21 e do Mercedes-Benz Challenge pela temporada 2021..
Em setembro de 2023, a emissora deixou de utilizar o nome "Rede Família" e passou a utilizar apenas a sigla RFTV. A emissora também estreou um novo logotipo deixando de utilizar detalhes da coirmã RecordTV. 
No dia 1.º de agosto de 2025, a emissora volta a ser transmitida na TVRO do satélite Star One D2, no canal 120.